# Народна банка Републике Северне Македоније
Народна банка Републике Северне Македоније (мкд. Народна банка на Република Северна Македонија) је централна и емисиона банка Северне Македоније. Као таква, она утиче на доношење одлука о монетарној и економској политици Северне Македоније. Основне функције Народне банке Северне Македоније су да утврђује и спроводи монетарну политику, води политику курса денара, чува девизне резерве и управља њима, издаје новчанице и ковани новац и стара се о функционисању платног промета и финансијског система.
Основана је 19. октобра 1946, а њено седиште се налази у Скопљу. Гувернер Народне банке Северне Македоније је Анита Ангеловска-Бежоска.